# Illa Europa
Illa Europa (en francès, Île Europa), illa tropical deshabitada, de 30  km² de superfície, situada al canal de Moçambic, aproximadament a mig camí entre Madagascar i Moçambic. Té 22,2 km de litoral, però no té cap port. Des de 1896 forma part de França. Malgrat uns intents de colonització des de 1860, no té cap habitant permanent, però alberga una estació meteorològica i un camp militar de 14 persones i un gendarme, rellevats cada 45 dies.
Forma part de les illes Esparses de l'oceà Índic.
Ecològicament, pertany a l'ecoregió anomenada matoll xeròfil de les illes Europa i Bassas da India.